# 岩城隆常
岩城 隆常（いわき たかつね、1838年10月10日（天保9年8月22日）- 1893年（明治26年）10月18日）は、明治期の農業経営者、政治家。衆議院議員。

## 経歴
越中国新川郡大村（石川県新川郡大村、富山県上新川郡大広田村を経て現富山市海岸通）で、加賀藩十村役・重右衛門の息子として生まれた。
1873年（明治6年）新川県第7大区長、1876年（明治9年）石川県第2大区副区長に就任。その後、上新川郡首席書記、大村外16カ村戸長、大村外7カ村戸長を務めた。1890年（明治23年）3月、富山県会議員に選出され、1892年（明治25年）2月まで在任した。
1892年2月、第2回衆議院議員総選挙（富山県第2区、独立倶楽部）で当選し、衆議院議員に1期在任した。その後無所属となり、議員在任中の1893年10月に死去した。